# منطقة كاغذكونان
منطقة كاغذكونان (بالفارسية: بخش کاغذکنان) تقع في مقاطعة ميانه، محافظة أذربيجان الشرقية، إيران. ومركزها مدينة أقند.
حسب إحصاءات المركز الرسمي للإحصاءات الإيرانية في عام 2011 أحصى 9366 شخصًا في 3214 أسرة. في آخر تعداد عام 2016، بلغ عدد سكان المنطقة 10,729 نسمة في 3,785 أسرة.
| التقسيمات الإدارية     | 2006   | 2011  | 2016   |
| ---------------------- | ------ | ----- | ------ |
| طريق كاغذكونان المركزي | 2,186  | 1,930 | 2,038  |
| طريق كاغذكونان شومالي  | 3,818  | 2,959 | 3,216  |
| طريق قفلانكوه الشرقي   | 3,274  | 2,744 | 2,573  |
| أقند (مدينة)           | 1,823  | 1,733 | 2,902  |
| المجموع                | 11,101 | 9,366 | 10,729 |
| RD: Rural District     |        |       |        |